# Mariuá

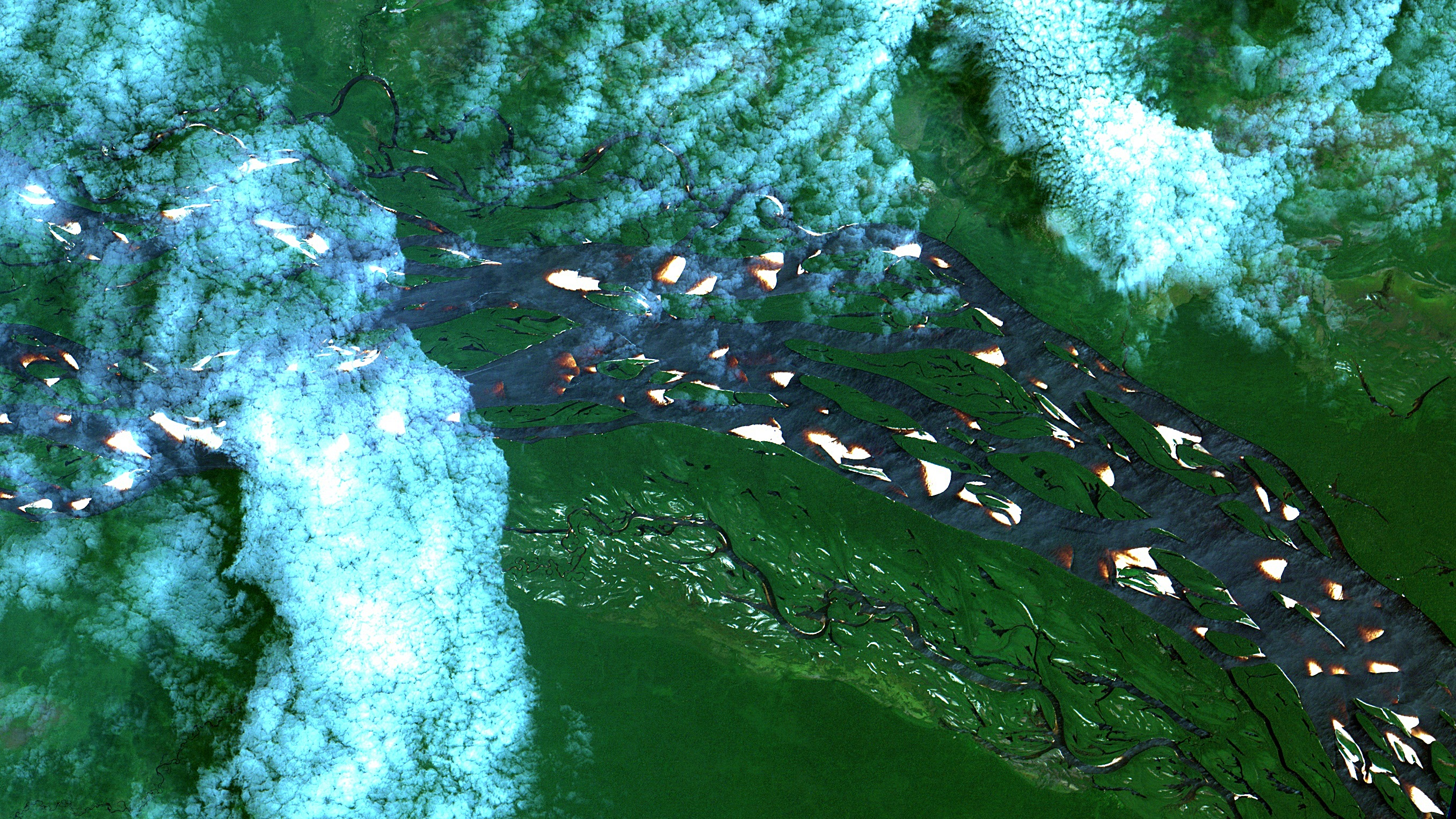
Parte do Arquipélago de Mariauá no Rio Negro. Imagem capturada pelo satélite sino-brasileiro CBERS-4/INPE em 11 de fevereiro de 2020.

Mariuá é um arquipélago brasileiro situado no leito do rio Negro. Possui 1,4 mil ilhas distribuídas ao longo de uma extensão de mais de 300 quilômetros, configurando-se como o maior arquipélago fluvial da Terra. A maior parte das ilhas está no município de Barcelos, no estado do Amazonas. Uma fração quase insignificante no universo das ilhas encontra-se na jurisdição de Roraima.
As estruturas geológicas e blocos tectônicos do rio Negro permitiram o desenvolvimento dos dois grandes arquipélagos fluviais, Anavilhanas e Mariuá, com largura variável entre 15 quilômetros e centenas de quilômetros de comprimento. Além disso, a deposição de sedimentos dos tributários do Negro teriam colaborado em tal processo.
Foi catalogado por observações de satélite realizadas pela Administração Nacional da Aeronáutica e Espaço (NASA) na década de 1990. Da jusante para a montante, inicia-se na confluência dos rios Jufari, Branco e Negro, com a formação seguindo até próximo da foz do rio Urubaxi, percorrendo quase 350 quilômetros.